# 亨利一世 (海爾德)
海爾德的亨利一世（法語：Henri Ier de Gueldre、荷蘭語：Hendrik I van Gelre，1117年—1182年9月10日），海爾德伯爵，格拉爾二世之子，1131年至1182年在位。

## 家庭
1135年，亨利一世與阿恩施泰因的阿格尼絲（Agnes von Arnstein）結婚，兩人共有1子2女：
1. 阿德海德，與盧恩伯爵格拉爾三世結婚
2. 奧東一世，海爾德伯爵
3. 阿格尼絲，與盧森堡的亨利四世結婚